# WrestleMania IV
WrestleMania IV fu la quarta edizione di WrestleMania, l'annuale pay-per-view di wrestling prodotto dalla World Wrestling Federation. Si svolse il 27 marzo 1988 presso la Historic Atlantic City Convention Hall in Atlantic City, New Jersey. Allo show presenziarono 19.199 persone.
Il main event fu la finale di un torneo a quattordici uomini per il vacante WWF Championship, dove Randy Savage sconfisse Ted DiBiase. I principali incontri sull'undercard furono un battle royal vinta da Bad News Brown, il match tra i Demolition (Ax e Smash)  contro gli Strike Force (Tito Santana e Rick Martel) per il WWF Tag Team Championship,, e quello tra Brutus Beefcake e The Honky Tonk Man per il WWF Intercontinental Championship.

## Storyline
Il feud principale a WrestleMania fu quello tra Hulk Hogan ed André the Giant. Nel gennaio del 1987, Hogan ricevette un trofeo per il suo terzo anno come WWF Champion, mentre il suo migliore amico André ricevette un trofeo minore rispetto a quello di Hogan, per essere rimasto imbattuto in WWF per quindici anni. Hogan si congratulò con il suo amico e gli disse che era lui (André) ad essere il vero campione di tutto il mondo, ma André uscì dall'arena prima che Hulk finisse il suo discorso. A febbraio, in un episodio di Piper's Pit, André annunciò il suo nuovo manager, Bobby Heenan, nemico di lunga data di Hogan. Quest'ultimo pregò André di lasciare Heenan, ma egli si rifiutò. Inoltre disse che voleva sfidare Hogan per il titolo mondiale a WrestleMania. Egli strappò poi la maglia di Hogan raffigurante la scritta Hulkamania e fece la stessa cosa con la sua catenina d'oro, effettuando un turn heel. Ciò culminò nello storico confronto svoltosi a WrestleMania III nel mese di marzo, dove Hulk sconfisse André mantenendo il titolo. Durante il match, Hogan stabilì un record, eseguendo una scoop slam su un uomo di circa 520 libbre. Nella prima edizione di Survivor Series, nel mese di novembre, André, One Man Gang, King Kong Bundy, Butch Reed e Rick Rude sconfissero Hogan, Paul Orndorff, Don Muraco, Ken Patera e Bam Bam Bigelow in un Survivor Series Match.. Nella prima edizione della Royal Rumble nel gennaio 1988, Hogan ed André firmarono il contratto ufficiale per un re-match per il WWF Championship. La loro rivincita ebbe luogo nella prima edizione in assoluto di The Main Event nel mese di febbraio, dove André vinse il titolo da Hogan in maniera truffaldina, infatti l'arbitro del match era stato corrotto per far vincere il gigante. André tenne il titolo per circa 47 secondi, un record negativo, dando poi il suo titolo a Ted DiBiase, in cambio di una grossa somma di denaro. Andrè rivelò in un'intervista poche settimane prima dell'evento, che aveva in mente di prendersi un anno di pausa per andare in crociera con il denaro datogli da Dibiase appena avesse vinto il titolo. Sfortunatamente, l'allora presidente della WWF Jack Tunney, decise di rendere vacante il titolo e di metterlo in palio in un torneo a 14 uomini a Wrestlemania IV.

## Evento
| Ruolo:         | Nome:                     |
| -------------- | ------------------------- |
| Commentatori   | Gorilla Monsoon           |
| Commentatori   | Bob Uecker (Battle Royal) |
| Commentatori   | Jesse Ventura             |
| Intervistatori | Gene Okerlund             |
| Intervistatori | Vanna White               |
| Intervistatori | Bob Uecker                |
| Ring announcer | Howard Finkel             |
| Ring announcer | Bob Uecker                |
| Timekeeper     | Vanna White               |
| Supporto       | Robin Leach               |
| Cantante       | Gladys Knight             |

L'evento iniziò con l'interpretazione di Gladys Knight di America the Beautiful. Il primo match fu un battle royal match a venti uomini, e il vincitore avrebbe vinto un trofeo. I partecipanti furono Bad News Brown, i The Bolsheviks (Nikolai Volkoff e Boris Zhukov), la The Hart Foundation (Bret Hart e Jim Neidhart), i The Killer Bees (B. Brian Blair e Jim Brunzell), Danny Davis, George Steele, Harley Race, Hillbilly Jim, I The Rougeau Brothers (Jacques e Raymond), i The Young Stallions (Paul Roma e Jim Powers), Junkyard Dog, Ken Patera, Ron Bass, Sam Houston, e Sika. Dopo quattordici eliminazioni, gli ultimi sei partecipanti erano Brown, Bret Hart, Roma, Race, Jacques e Junkyard. Race colpì Rougeau con una back body drop, mandandolo oltre la terza corda, e poi Dog fece la stessa cosa con Harley. Brown buttò fuori Paul e Junkyard lottava contro Hart e Brown. Poi Hart catturò Junkyard e Brown lo colpì con una Clothesline, ma Dog scansò il colpo, e quindi Bad colpì accidentalmente Hart. Poi Junkyard colpì entrambi gli uomini con diverse headbutts prima che essi decisero di collaborare per eliminare Junkyard. Hart decise che lui e Brown avrebbero condiviso il trofeo, ma egli lo tradì e lo colpì con una Ghetto Blaster e lo buttò fuori dal ring, vincendo la battle royal. Poi Brown prese il trofeo, ma Hart lo attaccò alle spalle e ruppe il trofeo.
Prima del torneo a quattordici uomini per il WWF Championship, Robin Leach dalla trasmissione televisiva Lifestyles of the Rich and Famous delinea le particolari circostanze che portarono al torneo. Nel primo turno, Ted DiBiase sconfisse Jim Duggan, Don Muraco sconfisse Dino Bravo per squalifica dopo che Bravo tirò l'arbitro di fronte a lui, e quindi Muraco colpì con la sua mossa finale il direttore di gara, Randy Savage sconfisse Butch Reed, Greg Valentine sconfisse Ricky Steamboat, One Man Gang sconfisse Bam Bam Bigelow e Rick Rude lottò contro Jake Roberts, ma il match finì con un pareggio per limiti di tempo. I vincitori avanzarono per i quarti di finale mentre Rude e Roberts furono entrambi eliminati dal torneo. Come ex campioni, André the Giant e Hulk Hogan iniziarono direttamente dai quarti.
Nel suo debutto nel pay-per-view, The Ultimate Warrior lottò contro il cliente di Bobby Heenan, Hercules. Warrior spezzò la catena di Hercules e poi gli fece una chop all'angolo. Hercules cercò di reagire e colpì con due clothesline l'avversario. Ultimate poi contrastò una clothesline su Hercoles e lo colpì con una clothesline (con il braccio sinistro, anche se era destro). Poi Warrior buttò l'avversario fuori dal ring, e dopo che Hercules rientrò in esso, Warrior eseguì una forearm club e all'angolo lo colpì con dieci pugni, ma mentre stava guardando l'arbitro, Hercules lo attaccò ed eseguì una inverted atomic drop. Poi cercò di applicare la Full Nelson, la sua finisher, ma non poté applicare la presa in modo corretto. Poi i due caddero a terra, Warrior poi rimase a terra per un conto di 2, ma poi egli rovesciò lo schienamento, e l'arbitro contò Hercules fino a 3.

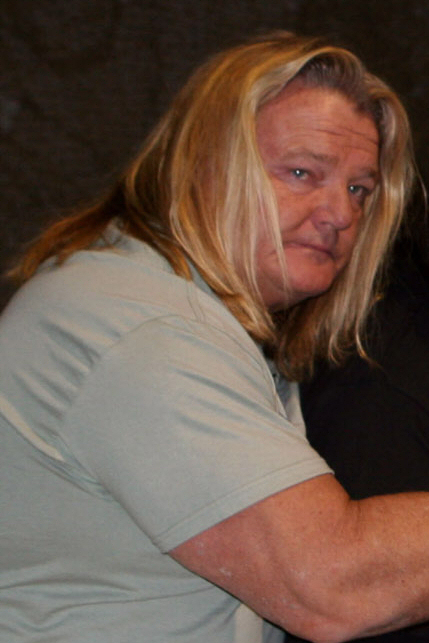
Greg Valentine, che lottò contro Randy Savage nei quarti di finale del torneo a 14 uomini per il WWF Championship

I quarti di finale iniziarono con il match tra Hulk Hogan e André the Giant. Durante il match, Hogan sbatté The Giant contro l'arbitro Joey Marella, e poi Andrè colpì con una sedia Hulk. In seguito i due wrestler cominciarono a colpirsi con delle sedie e quindi furono squalificati ed eliminati dal torneo. Nei seguenti match, Ted DiBiase sconfisse Don Muraco e Randy Savage sconfisse Greg Valentine mentre One Man Gang andò direttamente in semifinale, a causa del doppio pareggio per limiti di tempo tra Rick Rude e Jake Roberts nel primo turno. Poi Brutus Beefcake lottò contro il cliente di Jimmy Hart, il WWF Intercontinental Champion Honky Tonk Man per il titolo. Lo sfidante eseguì una atomic drop all'inizio del match. Beefcake colpì Honky con una high knee, poi sbagliò un'elbow drop, e allora l'avversario prese il controllo del match con una diving fist drop. Poi egli provò ad eseguire la Shake, Rattle & Roll su Beefcake, ma lui gli rispose con una ginocchiata in pieno volto. Poi mentre Brutus stava salendo sulle corde, Honky lo attaccò con una clothesline e poi con una sleeper hold. Il manager di Honky, Jimmy Hart, colpì l'arbitro con il suo megafono, ma non fu suonata la campanella. Poco dopo fu annunciato che Beefcake aveva vinto per squalifica, il che significava che Honky era ancora campione, infatti se il campione in carica perde il match titolato per squalifica, mantiene il titolo.
Gli Islanders (Haku e Tama) ed il loro manager Bobby Heenan lottarono contro The British Bulldogs (Davey Boy Smith e Dynamite Kid) e Koko B. Ware. Dynamite tirò alcuni colpi rapidi su Tama che aveva cercato di stringergli la mano, e poi eseguì una slingshot catapult oltre la terza corda. Poi Kid diede il cambio a Smith, ma sbagliò un'elbow drop su Tama, ed egli diede il cambio ad Haku. Davey colpì Haku con una flying crossbody. Poi Haku eseguì una arm wrench sull'avversario e diede il cambio a Tama. Egli eseguì una military press slam e diede il cambio al compagno che intrappolò Davey Boy in un backbreaker ma egli riuscì ad uscirne e a dare il cambio a Koko. Quindi Koko B. Ware colpì il nemico con un missile dropkick e con una Frankensteiner. Diede il cambio a Dynamite che eseguì una clothesline su Haku. Heenan ricevette il cambio e calpestò Kid prima di dare il cambio a Tama. Egli eseguì una back body drop su Dynamite ed una big splash, ma andò a vuoto. Tama diede il cambio a Haku mentre Dynamite lo diede a Koko. Heenan prese il cambio ed eseguì un dropkick sull'avversario mandandolo nell'angolo favorevole, dove gli Islanders l'attaccarono. Ciò spinse i British Bulldogs ad entrare sul ring. Tutti i sei uomini lottarono nel quadrato e l'arbitro mandò i British all'angolo, mentre gli Islanders raccolsero Heenan e lo gettarono su Koko, vincendo il match per schienamento.
La semifinale del torneo per decretare il nuovo WWF Champion iniziò con il match tra Randy Savage e One Man Gang, mentre Ted DiBiase ricevette il passaggio diretto in finale a causa della doppia squalifica di Hulk Hogan ed André the Giant. Savage colpì Gang con una hotshot prima che egli eseguisse le sue potenti mosse. Sopraffece Savage e poi cercò di colpirlo con una big splash, ma non riuscì a colpirlo. Cadde all'esterno e Savage eseguì una diving double axe handle, e poi una scoop slam. Il manager di One Man Gang, Slick, iniziò a prendersi gioco di Miss Elizabeth. Poi il manager consegnò al suo cliente un bastone, con il quale tentò di schienare Savage e tentò anche di colpirlo con esso quando era al tappeto, ma lui si spostò all'ultimo secondo. L'arbitro vide One con il bastone e lo squalificò e quindi decretò Randy vincitore del match. Come risultato della vittoria, Savage avanzò per la finale, dove avrebbe affrontato Ted DiBiase per il titolo vacante WWF. Prima del main event, gli Strike Force (Tito Santana e Rick Martel) lottarono contro i Demolition (Ax & Smash). Smash schienò Martel prima che entrambe le squadre iniziassero una rissa sul ring. Smash colpì con una double back elbow e lo schienò fino a un conto di 2. Santana applicò un'armbar su Ax prima di dare il cambio a Martel che applicò anch'egli un'armbar ma Ax gli diede una testata e diede il cambio a Smash. Poi Rick diede il cambio a Tito, che fu intrappolato da un bear hug ed attaccato da una clothesline. In seguito egli lo colpì con una grande scoop slam e con un suplex. Poi Tito eseguì una flying forearm smash e diede il cambio a Martel prima che intervenisse Ax. Rick attaccò gli avversari con dei dropkick e applicò un boston crab su Smash. Santana afferrò Mr. Fuji fino all'apron, permettendo ad Ax di prendere il bastone del suo manager. Poi schienò Martel dopo averlo usato. Di conseguenza i Demolition diventarono i nuovi WWF Tag Team Champions.
Il main event fu la finale del torneo a 14 uomini per decretare il nuovo WWF Champion, tra Randy Savage e Ted DiBiase. Savage era stanco a causa della sua semifinale contro One Man Gang mentre DiBiase approfittò della sua freschezza, infatti era passato direttamente alla finale del torneo grazie alla doppia squalifica di Hogan ed André. Ted dominò la maggior parte del match, ma alla fine, Savage rimontò e cercò di colpire l'avversario con una Savage Elbow, ma egli si spostò. In seguito applicò una Million Dollar Dream su Savage. L'arbitro si distrasse a causa delle interferenze di André the Giant, e Hulk Hogan (che era intervenuto a metà match su richiesta di Savage per neutralizzare la presenza di Andre), e a quel punto Savage attaccò DiBiase con una sedia d'acciaio. Poi salì sulla terza corda per un secondo tentativo di elbow drop e questa volta centrò il bersaglio, e lo schienò, vincendo l'incontro, il torneo e il titolo WWF. Dopo il match, Hogan, Miss Elizabeth e Savage festeggiarono la vittoria di Randy.

## Conseguenze
Savage difese il WWF Championship, soprattutto contro DiBiase ma anche contro One Man Gang. Hogan, nel frattempo, prese un periodo di pausa dalla WWF durante la tarda primavera e parte dell'estate per girare il film Senza esclusione di colpi. André the Giant, nel frattempo, iniziò una faida con Jim Duggan. Tuttavia, l'alleanza DiBiase-André ricominciò quando i due hanno attaccarono Savage durante un tapings televisivo di WWF Superstars of Wrestling. Savage giurò vendetta e, quando DiBiase e André lo sfidarono in un tag team match con un partner di sua scelta, Savage scelse Hogan come compagno, riformando la loro alleanza e il loro vecchio team, i The Mega Powers. I due tag team lottarono nella prima edizione di SummerSlam, dove Hogan e Savage vinsero il match. A causa di una serie di fattori, i Powers si allontarano, con il turn heel di Randy dopo un tag team match contro i Twin Towers (Akeem e The Big Boss Man) a WWF The Main Event. Hogan e Savage lottarono per il WWF Championship a WrestleMania V, dove Hogan conquistò il titolo; il regno di Savage durò 371 giorni.
The Honky Tonk Man continuò il suo feud con Brutus Beefcake per il WWF Intercontinental Championship durante la primavera e l'estate del 1988, dove Honky si faceva squalificare o contare fuori per perdere il match ma non il titolo. A Beefcake fu concesso un incontro "finale" a SummerSlam, ma fu attaccato da "Outlaw" Ron Bass. A SummerSlam, Honky perse il suo titolo contro un avversario a sorpresa, ovvero The Ultimate Warrior.
I Demolition concessero una serie di rivincite ai Strike Force e anche ai The British Bulldogs per il WWF Tag Team Championship. Il feud tra i Demolition e i Strike Force si concluse nel mese di giugno 1988, quando, durante un match trasmesso in TV, dove Ax e Smash ferirono Rick Martel utilizzando la loro mossa finale, la "Demolition Decapitation" su di lui. (In realtà, Martel si stava prendendo un periodo di pausa a causa della malattia che aveva sua moglie). In seguito i The British Bulldogs e i Young Stallions diventarono gli sfidanti principali.
Dopo che Hart fu eliminato dalla battle royal, rientrò sul ring per attaccare Bad News Brown, il che portò al primo feud di News. Più significativamente, Hart, pur essendo un hell, era sempre più popolare con la folla e secondo il proprietario della WWF Vince McMahon, era il wrestler più amato dai fan. Mentre Bret Hart aveva una rivalità con Brown, il resto della Hart Foundation iniziò un feud i The Fabulous Rougeaus, che stavano subendo un lento turn heel nella primavera del 1988 a causa dei loro comportamenti scorretti. Jimmy Hart reagì accettando di essere il manager dei Rougeaus, e (secondo la storyline) affermò di essere ancora legalmente il manager di Hart e Jim Neidhart.

## Risultati
| #  | Risultati                                                                                             | Stipulazioni                                          | Durata |
| -- | --- | ----------------------------------------------------- | ------ |
| 1  | Bad News Brown ha vinto eliminando per ultimo Bret Hart                                               | Twenty-man Battle Royal                               | 10:40  |
| 2  | Ted DiBiase (con Virgil e André the Giant) ha sconfitto Jim Duggan                                    | First round tournament match                          | 04:54  |
| 3  | Don Muraco (con "Superstar" Billy Graham) ha sconfitto Dino Bravo (con Frenchy Martin) per squalifica | First round tournament match                          | 04:53  |
| 4  | Greg Valentine (con Jimmy Hart) ha sconfitto Ricky Steamboat (con Little Dragon)                      | First round tournament match                          | 09:12  |
| 5  | Randy Savage (con Miss Elizabeth) ha sconfitto Butch Reed (con Slick)                                 | First round tournament match                          | 05:07  |
| 6  | One Man Gang (con Slick) ha sconfitto Bam Bam Bigelow (con Oliver Humperdink) per countout            | First round tournament match                          | 02:56  |
| 7  | Rick Rude (con Bobby Heenan) vs. Jake Roberts termina in un pareggio per limite di tempo              | First round tournament match                          | 15:00  |
| 8  | The Ultimate Warrior ha sconfitto Hercules (con Bobby Heenan)                                         | Single match                                          | 04:29  |
| 9  | Hulk Hogan vs. André the Giant (con Ted DiBiase e Virgil) termina in una doppia squalifica            | Quarter-final tournament match                        | 08:22  |
| 10 | Ted DiBiase ha sconfitto Don Muraco (con Superstar Billy Graham)                                      | Quarter-final tournament match                        | 06:44  |
| 11 | Randy Savage (con Miss Elizabeth) ha sconfitto Greg Valentine (con Jimmy Hart).                       | Quarter-final tournament match                        | 06:06  |
| 12 | Brutus Beefcake ha sconfitto The Honky Tonk Man (c) (con Jimmy Hart e Peggy Sue) per squalifica       | Single match per il WWF Intercontinental Championship | 06:30  |
| 13 | The Islanders e Bobby Heenan hanno sconfitto The British Bulldogs e Koko B. Ware                      | Six-man tag team match                                | 06:30  |
| 14 | Randy Savage (con Miss Elizabeth) ha sconfitto One Man Gang (con Slick) per squalifica                | Semi-final tournament match                           | 02:05  |
| 15 | Demolition hanno sconfitto Strike Force (c) (Rick Martel e Tito Santana) (c)                          | Tag team match per i WWF Tag Team Championship        | 17:33  |
| 16 | Randy Savage (con Miss Elizabeth e Hulk Hogan) ha sconfitto Ted DiBiase (con André the Giant)         | Tournament final per il WWF Championship              | 09:27  |

## Battle Royal
| Eliminazione | Wrestler        | Eliminato da                                 |
| ------------ | --------------- | -------------------------------------------- |
| 1            | Sam Houston     | Davis                                        |
| 2            | Sika            | Junkyard, Hillbilly, e Blair                 |
| 3            | Jim Neidhart    | Steele                                       |
| 4            | B. Brian Blair  | Brown e Jacques Rogueau                      |
| 5            | Raymond Rougeau | Brunzell                                     |
| 6            | Jim Brunzell    | Jacques Rougeau                              |
| 7            | George Steele   | Squalificato per non essere entrato sul ring |
| 8            | Ron Bass        | Junkyard                                     |
| 9            | Hillbilly Jim   | Zhukov                                       |
| 10           | Danny Davis     | Roma                                         |
| 11           | Jim Powers      | Brown                                        |
| 12           | Nikolai Volkoff | Patera                                       |
| 13           | Ken Patera      | Brown                                        |
| 14           | Boris Zhukov    | Patera                                       |
| 15           | Jacques Rougeau | Race                                         |
| 16           | Harley Race     | Junkyard                                     |
| 17           | Paul Roma       | Brown                                        |
| 18           | Junkyard Dog    | Hart e Brown                                 |
| 19           | Bret Hart       | Brown                                        |
| Vincitore    | Bad News Brown  | -                                            |

## Struttura del torneo
|  | Primo turno | Primo turno     | Primo turno    |                 |  | Quarti di finale | Quarti di finale | Quarti di finale |      |  | Semifinali | Semifinali | Semifinali  |      |  | Finale | Finale | Finale |
|  |             |                 |                |                 |  |                  |                  |                  |      |  |            |            |             |      |  |        |        |        |
|  |             |                 |                |                 |  |                  |                  |                  |      |  |            |            |             |      |  |        |        |        |
|  |             |                 | Hulk Hogan     | 5:23            |  |                  |                  |                  |      |  |            |            |             |      |  |        |        |        |
|  |             |                 |                | 5:23            |  |                  |                  |                  |      |  |            |            |             |      |  |        |        |        |
|  |             |                 |                | André the Giant |  |                  |                  |                  |      |  |            |            |             |      |  |        |        |        |
|  |             |                 |                |                 |  |                  |                  |                  |      |  |            |            |             |      |  |        |        |        |
|  |             |                 |                |                 |  |                  |                  |                  |      |  |            |            |             |      |  |        |        |        |
|  |             |                 |                |                 |  |                  |                  |                  |      |  |            |            |             |      |  |        |        |        |
|  |             |                 |                |                 |  |                  |                  |                  |      |  |            |            |             |      |  |        |        |        |
|  |             |                 |                |                 |  |                  |                  |                  |      |  |            |            |             |      |  |        |        |        |
|  |             |                 | Ted DiBiase    |                 |  |                  |                  |                  |      |  |            |            |             |      |  |        |        |        |
|  |             | Jim Duggan      | 5:02           |                 |  |                  |                  |                  |      |  |            |            |             |      |  |        |        |        |
|  |             | Jim Duggan      | 5:02           |                 |  |                  |                  |                  |      |  |            |            |             |      |  |        |        |        |
|  |             | Ted DiBiase     |                |                 |  |                  |                  |                  |      |  |            |            |             |      |  |        |        |        |
|  |             |                 | Ted DiBiase    | 5:35            |  |                  |                  |                  |      |  |            |            |             |      |  |        |        |        |
|  |             |                 |                | 5:35            |  |                  |                  |                  |      |  |            |            |             |      |  |        |        |        |
|  |             |                 |                | Don Muraco      |  |                  |                  |                  |      |  |            |            |             |      |  |        |        |        |
|  |             | Don Muraco      | 4:54           |                 |  |                  |                  |                  |      |  |            |            |             |      |  |        |        |        |
|  |             | Don Muraco      | 4:54           |                 |  |                  |                  |                  |      |  |            |            |             |      |  |        |        |        |
|  |             | Dino Bravo      |                |                 |  |                  |                  |                  |      |  |            |            |             |      |  |        |        |        |
|  |             |                 |                |                 |  |                  |                  |                  |      |  |            |            | Ted DiBiase | 9:27 |  |        |        |        |
|  |             |                 |                |                 |  |                  |                  |                  |      |  |            |            |             |      |  |        |        |        |
|  |             |                 | Randy Savage   |                 |  |                  |                  |                  |      |  |            |            |             |      |  |        |        |        |
|  |             | Ricky Steamboat | 9:11           |                 |  |                  |                  |                  |      |  |            |            |             |      |  |        |        |        |
|  |             | Ricky Steamboat | 9:11           |                 |  |                  |                  |                  |      |  |            |            |             |      |  |        |        |        |
|  |             | Greg Valentine  |                |                 |  |                  |                  |                  |      |  |            |            |             |      |  |        |        |        |
|  |             |                 | Greg Valentine | 6:07            |  |                  |                  |                  |      |  |            |            |             |      |  |        |        |        |
|  |             |                 |                | 6:07            |  |                  |                  |                  |      |  |            |            |             |      |  |        |        |        |
|  |             |                 |                | Randy Savage    |  |                  |                  |                  |      |  |            |            |             |      |  |        |        |        |
|  |             | Randy Savage    | 4:09           |                 |  |                  |                  |                  |      |  |            |            |             |      |  |        |        |        |
|  |             | Randy Savage    | 4:09           |                 |  |                  |                  |                  |      |  |            |            |             |      |  |        |        |        |
|  |             | Butch Reed      |                |                 |  |                  |                  |                  |      |  |            |            |             |      |  |        |        |        |
|  |             |                 |                |                 |  |                  |                  | Randy Savage     | 4:35 |  |            |            |             |      |  |        |        |        |
|  |             |                 |                |                 |  |                  |                  |                  | 4:35 |  |            |            |             |      |  |        |        |        |
|  |             |                 | One Man Gang   |                 |  |                  |                  |                  |      |  |            |            |             |      |  |        |        |        |
|  |             | Bam Bam Bigelow | 2:55           |                 |  |                  |                  |                  |      |  |            |            |             |      |  |        |        |        |
|  |             | Bam Bam Bigelow | 2:55           |                 |  |                  |                  |                  |      |  |            |            |             |      |  |        |        |        |
|  |             | One Man Gang    |                |                 |  |                  |                  |                  |      |  |            |            |             |      |  |        |        |        |
|  |             |                 | One Man Gang   |                 |  |                  |                  |                  |      |  |            |            |             |      |  |        |        |        |
|  |             |                 |                |                 |  |                  |                  |                  |      |  |            |            |             |      |  |        |        |        |
|  |             |                 |                |                 |  |                  |                  |                  |      |  |            |            |             |      |  |        |        |        |
|  |             | Jake Roberts    | 15:00          |                 |  |                  |                  |                  |      |  |            |            |             |      |  |        |        |        |
|  |             | Jake Roberts    | 15:00          |                 |  |                  |                  |                  |      |  |            |            |             |      |  |        |        |        |
|  |             | Rick Rude       |                |                 |  |                  |                  |                  |      |  |            |            |             |      |  |        |        |        |